# Comuna Preutești, Suceava
Preutești este o comună în județul Suceava, Moldova, România, formată din satele Arghira, Bahna Arin, Basarabi, Huși, Leucușești și Preutești (reședința).
Până la reforma administrativă din 1950 a făcut parte din județul Baia.

## Demografie
Componența etnică a comunei Preutești
     Români (92,13%)
     Alte etnii (0,09%)
     Necunoscută (7,78%)
Componența confesională a comunei Preutești
     Ortodocși (90,51%)
     Penticostali (1,2%)
     Alte religii (0,28%)
     Necunoscută (8,01%)
Conform recensământului efectuat în 2021, populația comunei Preutești se ridică la 6.682 de locuitori, în scădere față de recensământul anterior din 2011, când fuseseră înregistrați 6.725 de locuitori. Majoritatea locuitorilor sunt români (92,13%), iar pentru 7,78% nu se cunoaște apartenența etnică. Din punct de vedere confesional, majoritatea locuitorilor sunt ortodocși (90,51%), cu o minoritate de penticostali (1,2%), iar pentru 8,01% nu se cunoaște apartenența confesională.

## Politică și administrație
Comuna Preutești este administrată de un primar și un consiliu local compus din 15 consilieri. Primarul, Ion Vasiliu[*], de la Partidul Social Democrat, este în funcție din 2012. Începând cu alegerile locale din 2024, consiliul local are următoarea componență pe partide politice:
|  | Partid                          | Consilieri | Componența Consiliului | Componența Consiliului | Componența Consiliului | Componența Consiliului | Componența Consiliului | Componența Consiliului | Componența Consiliului |
|  | ------------------------------- | ---------- | ---------------------- | ---------------------- | ---------------------- | ---------------------- | ---------------------- | ---------------------- | ---------------------- |
|  | Partidul Social Democrat        | 7          |                        |                        |                        |                        |                        |                        |                        |
|  | Partidul Național Liberal       | 6          |                        |                        |                        |                        |                        |                        |                        |
|  | Alianța pentru Unirea Românilor | 2          |                        |                        |                        |                        |                        |                        |                        |

## Personalități născute aici
- Nicolae Beldiceanu (1844 - 1896), scriitor